# Теорема Миди
Теорема Миди — теорема в математике, названная в честь французского математика Миди (M. E. Midy), утверждает, что если в десятичной записи дроби {\displaystyle a/p} (где {\displaystyle p} — простое число) длина записи периода дроби состоит из {\displaystyle 2n} цифр, то есть:
{\displaystyle {\frac {a}{p}}=0.{\overline {a_{1}a_{2}a_{3}\dots a_{n}a_{n+1}\dots a_{2n}}},}
то
{\displaystyle a_{i}+a_{i+n}=9}
{\displaystyle a_{1}\dots a_{n}+a_{n+1}\dots a_{2n}=10^{n}-1.}
Другими словами, сумма цифры в десятичной записи первой половины периода и соответствующей цифры во второй половине равна 9.
Например,
{\displaystyle {\frac {1}{17}}=0,{\overline {0588235294117647}},} и {\displaystyle 05882352+94117647=99999999.}

## Расширенная теорема Миди
Пусть {\displaystyle h} — число цифр в периоде десятичной записи дроби {\displaystyle a/p} (где {\displaystyle p} — простое число). Если {\displaystyle k} — любой делитель числа {\displaystyle h}, теорему Миди можно обобщить. Расширенная теорема Миди постулирует, что если период десятичной записи дроби {\displaystyle a/p} разделить на числа с {\displaystyle k} цифр, то их сумма делится на 10k − 1. 
Например, 
{\displaystyle {\frac {1}{19}}=0.{\overline {052631578947368421}}}
имеет период из 18 цифр. Разделив его на шестизначные числа, получаем: 
{\displaystyle 052631+578947+368421=999999.}
Аналогично, разделив на трехзначные числа: 
{\displaystyle 052+631+578+947+368+421=2997=3\times 999.}

## Теорема Миди в системах с другим основанием
Теорема Миди не зависит от основания системы счисления. Для системы счисления, отличной от десятичной, в ней надо заменить 10 на основание системы — k, а 9 на k-1. Так, например, в восьмеричной системе счисления:
{\displaystyle {\frac {1}{19}}=0.{\overline {032745}}_{8}}
{\displaystyle 032_{8}+745_{8}=777_{8}}
{\displaystyle 03_{8}+27_{8}+45_{8}=77_{8}.}